# Michel Mouillot
Michel Mouillot, né le 2 octobre 1943 à Nice, est un homme politique français, ancien bras-droit de François Léotard au Parti républicain et ancien maire de Cannes de 1989 à 1997.

## Biographie
Fils d'un secrétaire d'une cellule communiste de Nice, Michel Mouillot est élevé par sa mère. Il travaille comme représentant chez Pernod Ricard[réf. souhaitée].
Il devient grand maître provincial de la Grande Loge nationale française, et développe ses réseaux.
À la suite de sa rencontre avec le délégué général du PR François Léotard en 1982, il devient rapidement « l'homme fort » du Parti républicain dans les Alpes-Maritimes[réf. souhaitée].
Il est élu à deux reprises maire de Cannes (1989 et 1995).

## Condamnations
Michel Mouillot est condamné le 4 février 2005 par le tribunal correctionnel de Nice à six ans d'emprisonnement ferme pour « corruption, prise illégale d'intérêts, abus de biens sociaux, faux et usage de faux, et emplois fictifs ».
Il avait réclamé d'importantes sommes d'argent à des casinos cannois en échange de l'autorisation d'installer des machines à sous.
Le 4 février 2005, le tribunal correctionnel de Nice le condamne  à six ans de prison ferme, 100 000 euros d’amende et cinq ans de privations de droit civils et civiques, peine confondue avec celle infligée dans le dossier d’urbanisme du Gonnet de la Reine de quatre ans d'emprisonnement ferme auxquels l'ex-maire avait été condamné par la cour d'appel d'Aix-en-Provence. Michel Mouillot avait obtenu un non-lieu dans une autre affaire immobilière, liée à l’aménagement du Palm-Beach et d’autres enquêtes lancées en 1996 n’ont jamais abouti. Il est libéré après 48 mois de détention, période de détention la plus longue pour un homme politique de la Cinquième République,.
Auparavant, Michel Mouillot avait déjà été condamné dans le cadre des démêlés judiciaires impliquant l'homme d'affaires Pierre Botton, gendre du maire RPR de Lyon Michel Noir.

## Publications
Une passion pour ma ville, 1989, 167 p. 
- Un complot en Provence, Paris, Éditions Laurens, coll. « Politique », 1er février 1998, 201 p. (ISBN 2-911838-39-4)
- Tous mouillés, Neuilly-sur-Seine, Michel Lafon, coll. « Politique », 17 juin 2004, 242 p. (ISBN 2-7499-0130-8)

## Pour approfondir